# Александра Баварська
Александра Амалія Баварська (нім. Alexandra Amalie von Bayern), 26 серпня 1826 — 8 травня 1875) — баварська принцеса з династії Віттельсбахів,  донька короля Баварії Людвіга I та принцеси Саксен-Гільдбурггаузенської Терези, настоятелька релігійної общини святої Анни у Вюрцбурзі та Мюнхені, письменниця.

## Біографія
Александра народилась 26 серпня 1826 року у замку Йоганнесбург в Ашаффенбурзі. Вона була восьмою дитиною та п'ятою донькою в родині короля Баварії Людвіга I та його дружини Терези Саксен-Хільдбурґхаузенської, а також першою з двох дітей, що народилися вже за часів правління батька. Мала старших братів Максиміліана, Отто, Луїтпольда і сестер Матильду, Альдеґунду, Хільдегарду. Ще одна сестра, Теоделінда, померла до її народження. Молодший брат Адальберт з'явився, коли Александрі було два роки.
У 1848 році, внаслідок революційних подій, батько зрікся престолу, і королем Баварії став старший брат Александри, Максиміліан.

У 1850-х її руки просив Луї Льсьєн Бонапарт, небіж імператора Наполеона, однак Людвіг відмовив йому, взявши до уваги, що той був розлученим, посилаючись на слабке здоров'я доньки.

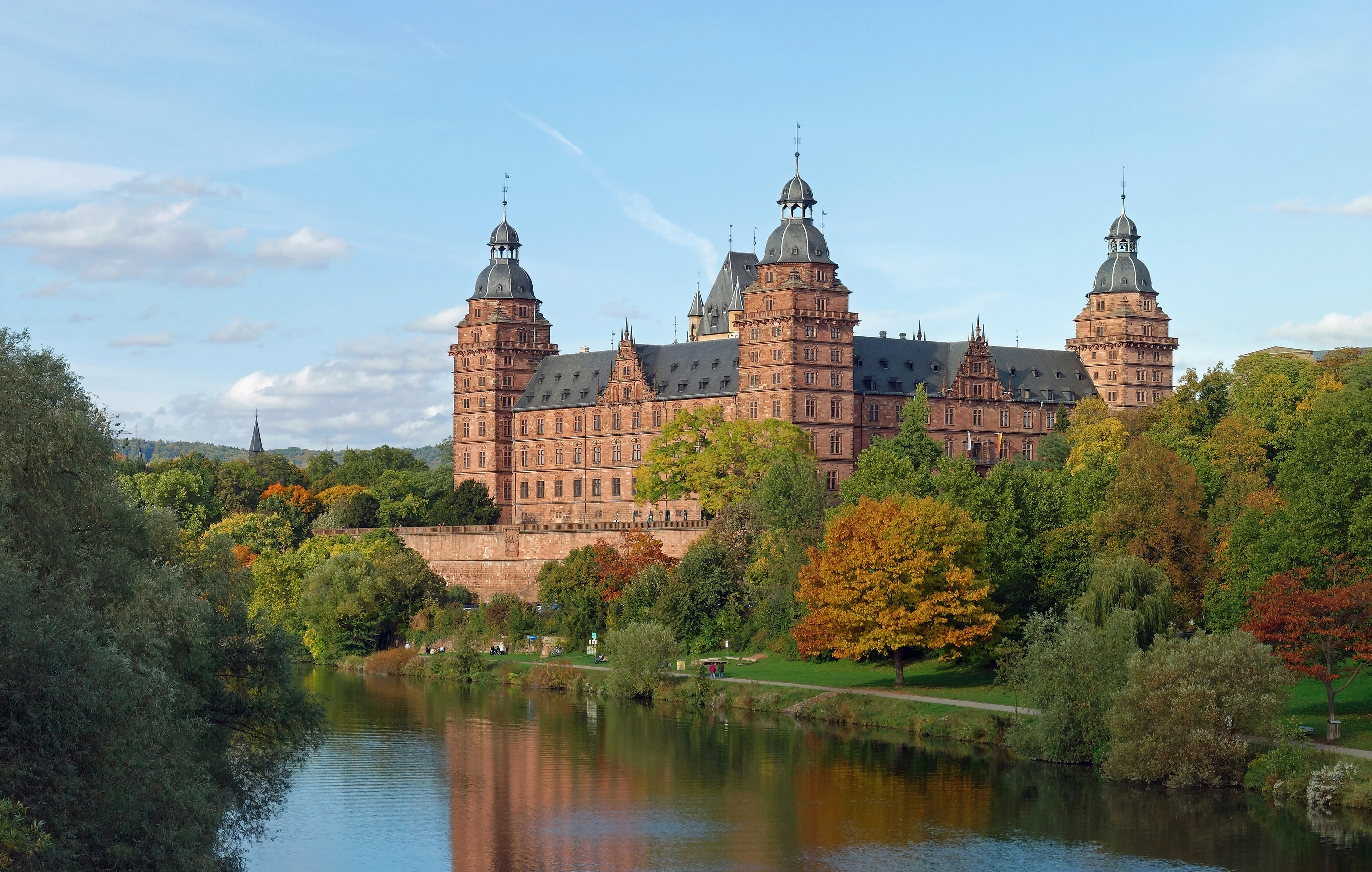
Замок Йоганнесбург, де народилася Александра

Александра страждала на кілька психічних розладів. Так, принцеса прагла до надмірної чистоти, носила виключно білий одяг і хворобливо боялася доторків. Згодом їй стало здаватися, що в дитинстві вона проковтнула скляне піаніно. Навіть трирічне перебування у психіатричній клініці Ілленау, відкритій великим герцогом Баденським Леопольдом, нічого не змінило.
Заміж так і не вийшла. Була главою та настоятелькою релігійного закладу для жінок у Вюрцбурзі та Мюнхені. Займалася благодійними справами. Так, у 1860 році відкрила кухню, де годували хворих та нужденних.
Були видані кілька її власних книжок. Займалася також перекладами.
Померла у 1875 році у палаці Німфенбург. Похована у Театинекірхе.